# Tomislav Krizmanić
Tomislav Krizmanić (ur. 13 stycznia 1929 w Bosanskim Petrovacu, zm. 24 listopada 2005 w Zagrzebiu) – jugosłowiański pięściarz, z pochodzenia Chorwat. 
W 1952 roku reprezentował Jugosławię podczas igrzysk olimpijskich w Helsinkach. Wystąpił tam w turnieju wagi ciężkiej. Najpierw wygrał z Gézą Fürészem z Rumunii, a następnie z Maxem Marsillem z Belgii. W walce o strefę medalową przegrał ze Szwedem Ingemarem Johanssonem. 
W 1953 roku zdobył w Warszawie brązowy medal mistrzostw Europy, przegrywając w półfinale z późniejszym mistrzem, Algirdasem Šocikasem.